# Scarus ferrugineus
Scarus ferrugineus es una especie de peces de la familia Scaridae en el orden de los Perciformes.

## Morfología
• Los machos pueden llegar alcanzar los 41 cm de longitud total.

## Distribución geográfica
Se encuentra en el Mar Rojo y el Golfo de Adén.

## Galería de imágenes

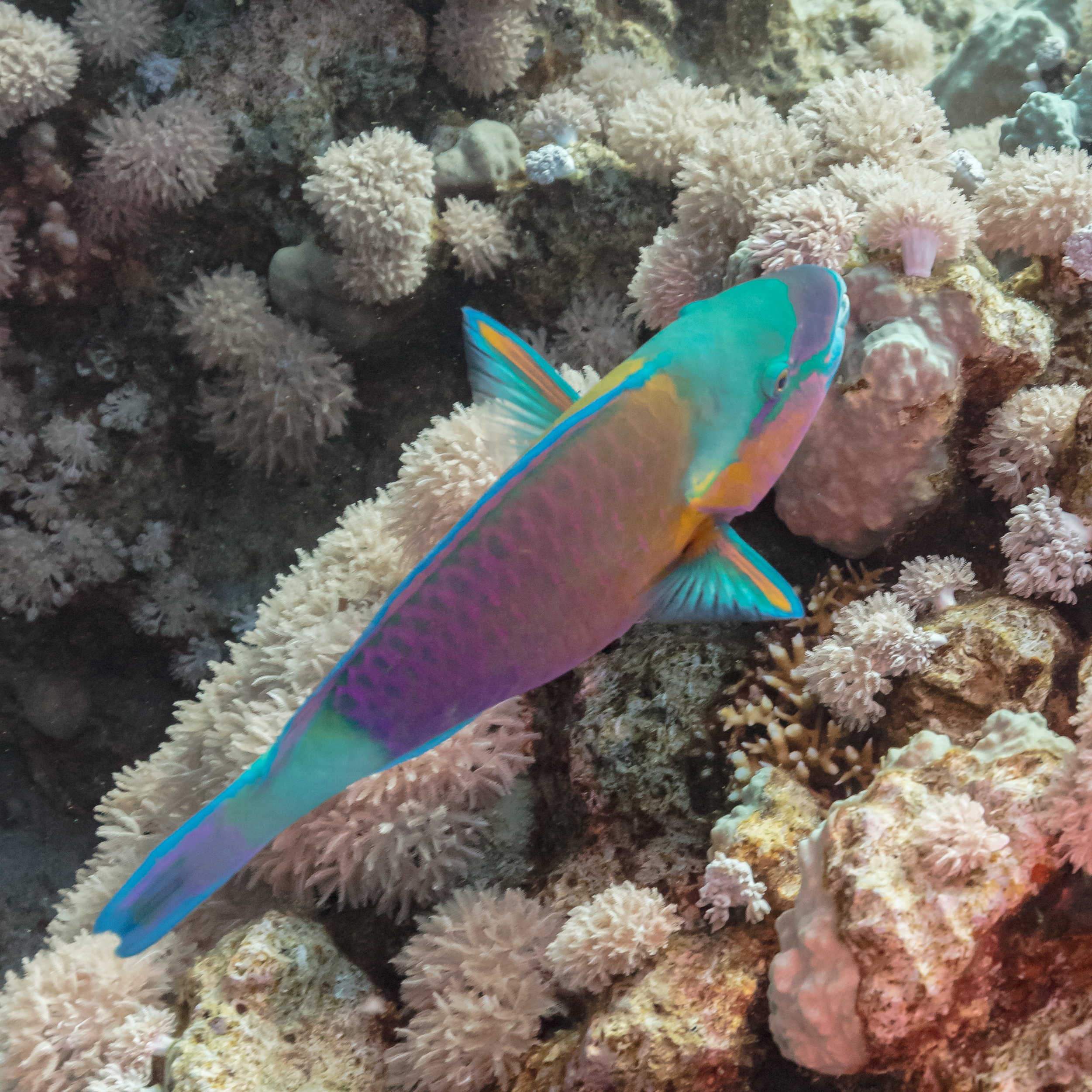
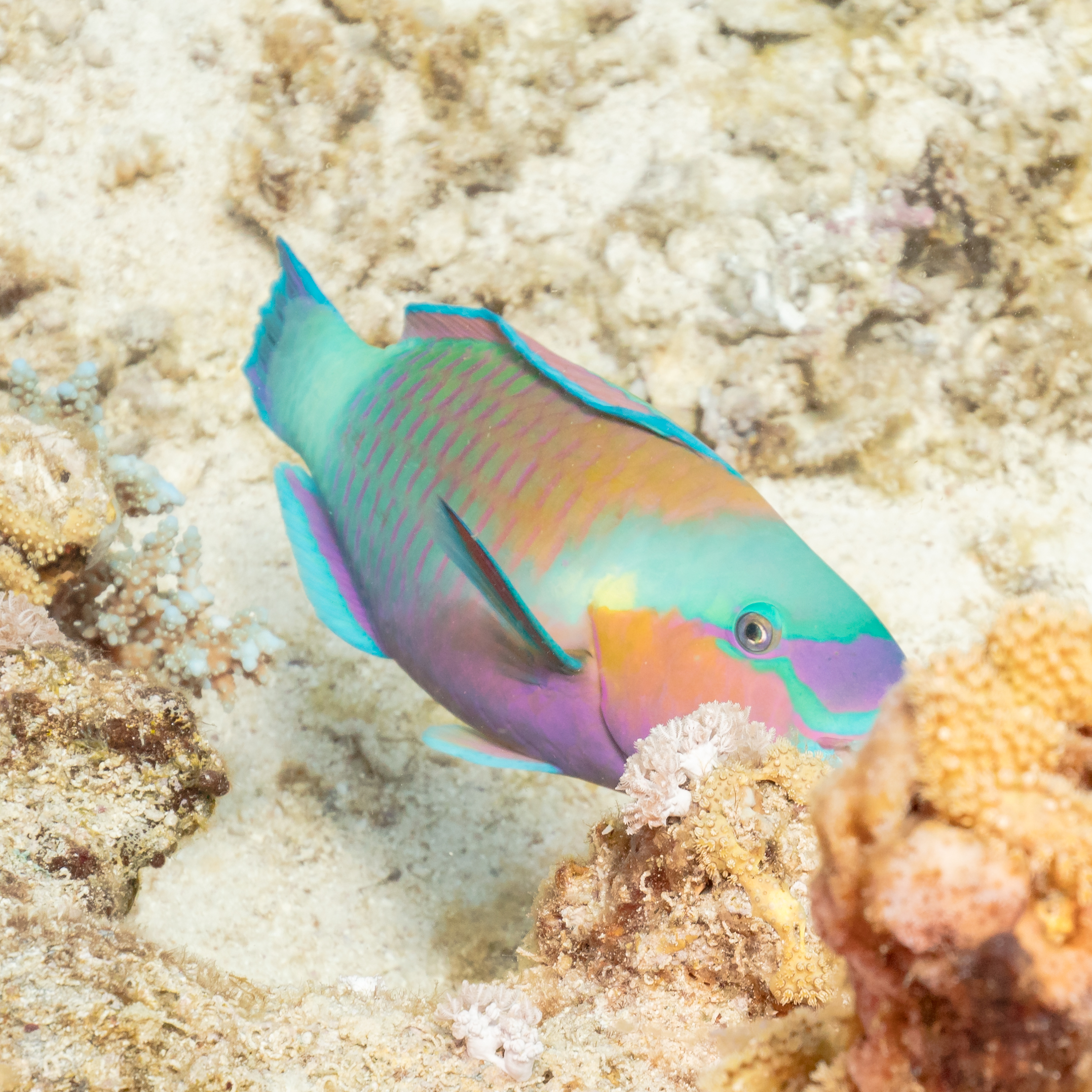
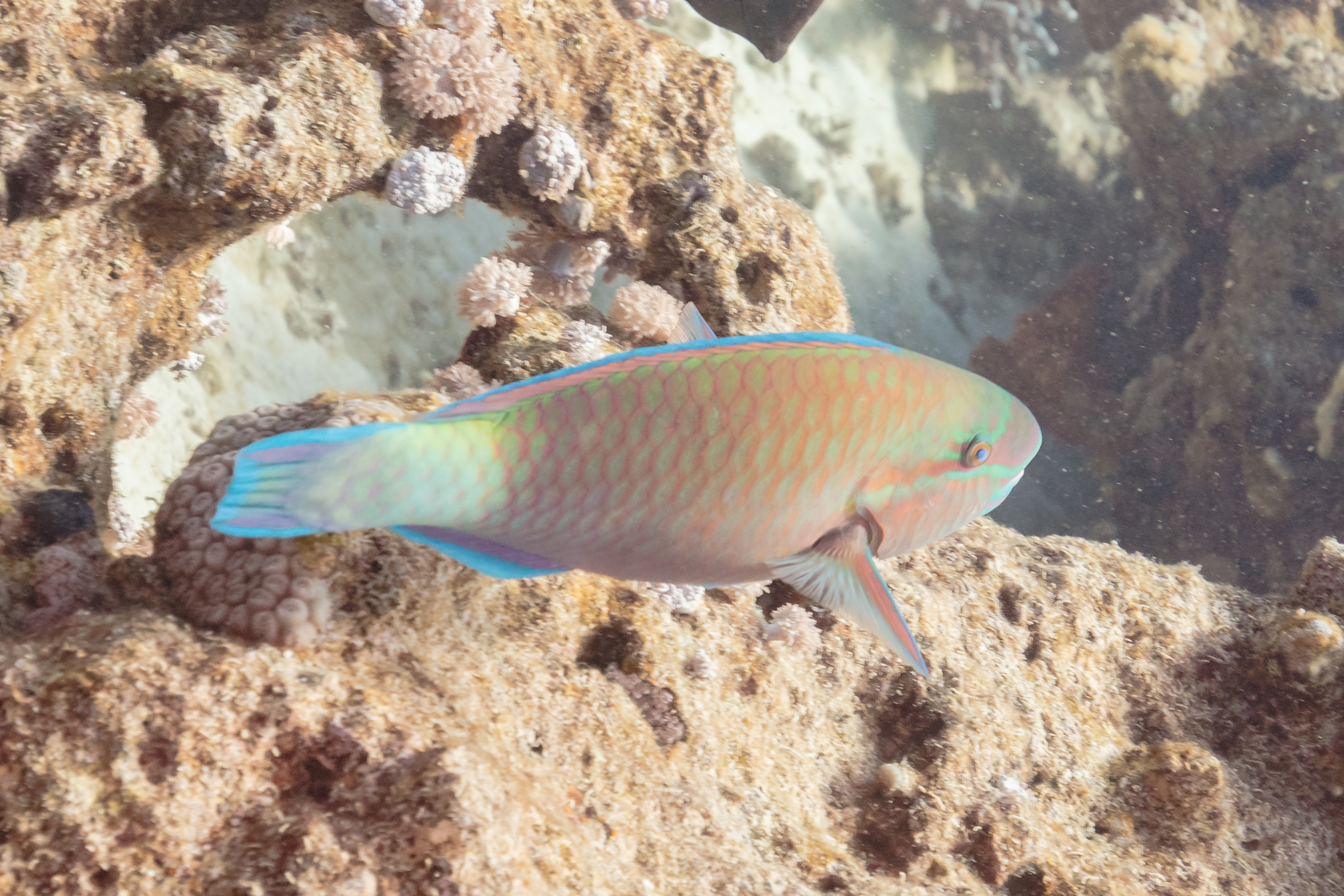
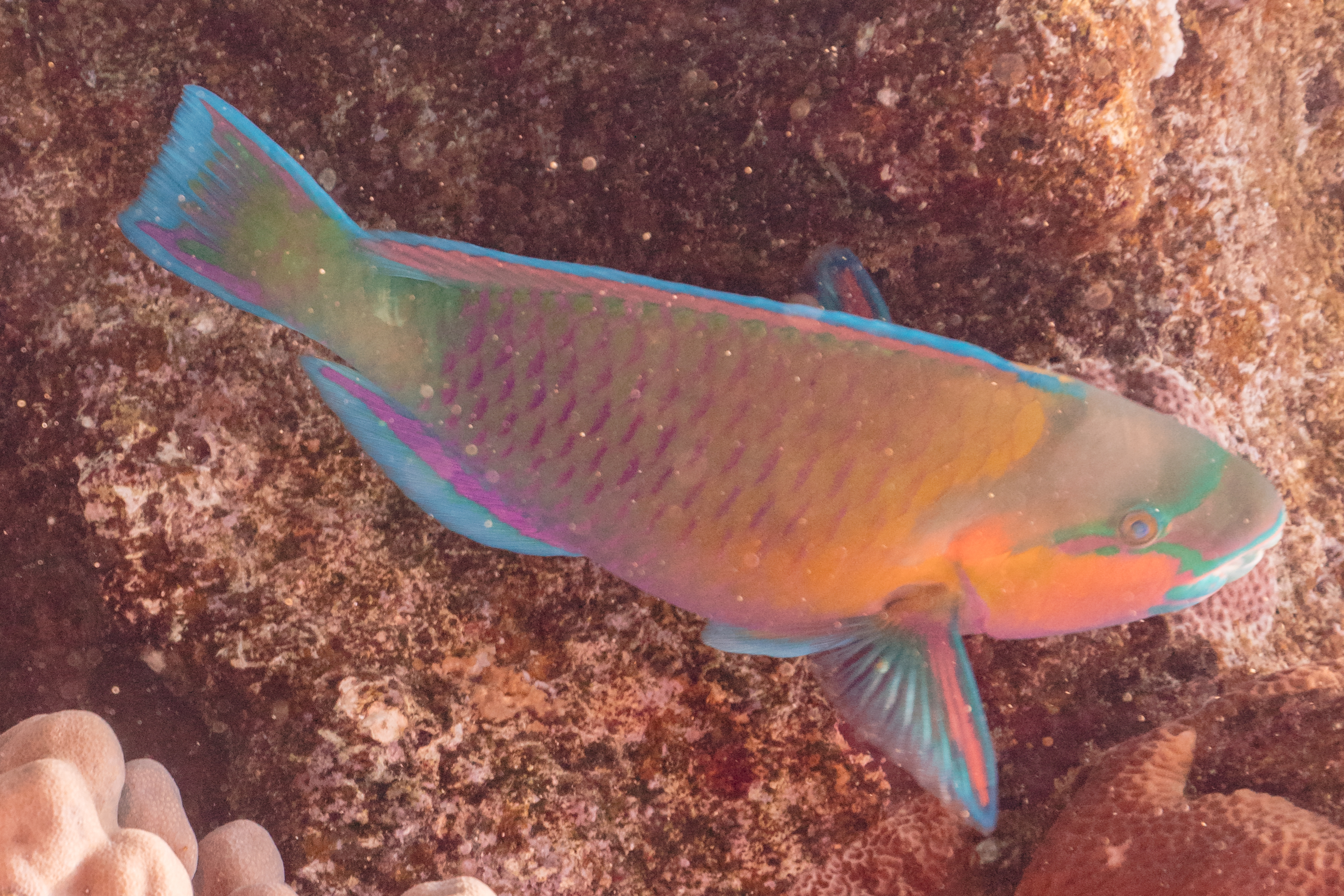
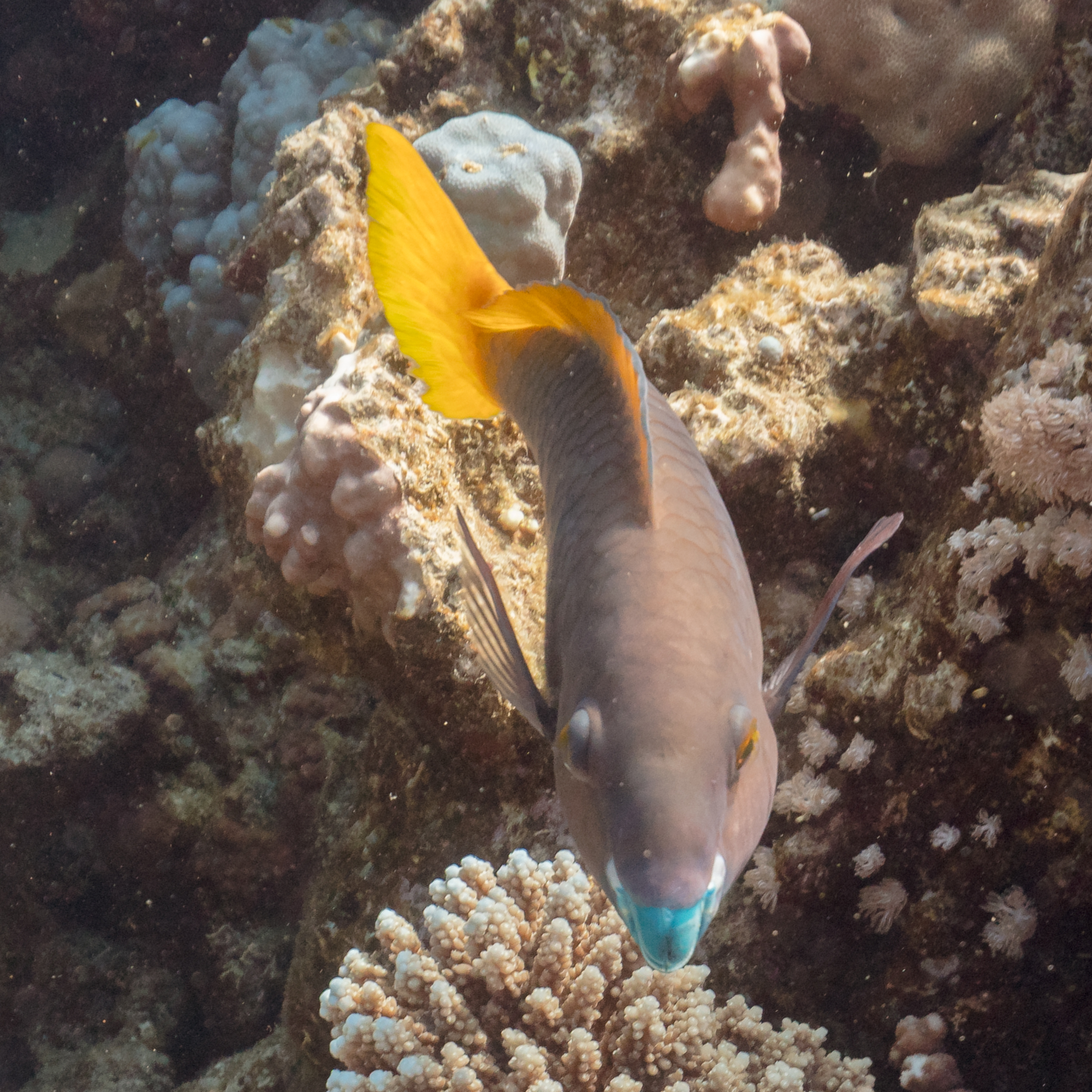